# Чорний дах
«Чорний дах» («Musta katuse all») — радянський художній фільм 1982 року, знятий режисером Аго-Ендріком Керге на кіностудії «Талліннфільм».

## Сюжет
Фільм знятий за п'єсою «Леа» естонського драматурга Югана Смуула (1922—1971). Колишній наречений дівчини Леа, Еско Трахтер, який відмовився від бідної нареченої заради вигідного шлюбу, служить у німців.

## У ролях
- Війре Вальдма — Леа
- Іта Евер — мати Леа
- Урмас Кібуспуу — Ендель Аер
- Юрі Крюков — Еско Трахтер
- Сальме Реек — Юула
- Війве Ернесакс — прихильник
- Пеетер Сімм — проповідник
- Аго-Ендрік Керге — роль другого плану
- Рейн Оя — роль другого плану
- Егон Нутер — роль другого плану
- Сійм Руллі — роль другого плану
- Генн Ребане — сільський музикант
- Фелікс Аарман — роль другого плану
- Хейно Мютт — роль другого плану
- Маті Хярматіс — роль другого плану
- Олав Ліннас — роль другого плану
- Маті Сіллаотс — роль другого плану
- Андрус Ийхвік — роль другого плану
- Олав Майленд — роль другого плану
- Пеетер Роос — роль другого плану

## Знімальна група
- Режисер — Аго-Ендрік Керге
- Сценаристи — Аго-Ендрік Керге, Тер'є Пидер
- Оператор — Пееп Лаансалу
- Композитор — Війве Ернесакс
- Художник — Лійна Піхлак